# ラジオマクロス みんなデカルチャー
『ラジオマクロス みんなデカルチャー』は、TBSラジオで1984年11月11日から1985年10月5日まで放送されたラジオ番組（アニラジ）である。

## 概要
テレビアニメ『超時空要塞マクロス』および劇場版『超時空要塞マクロス 愛・おぼえていますか』のヒットで勢いに乗っていた『マクロス』人気を受けて放送されたラジオ番組。マクロス艦のブリッジオペレーター3人娘ヴァネッサ・レイアード、キム・キャビロフ、シャミー・ミリオムを演じた佐々木るん、鶴ひろみ、室井深雪をパーソナリティーに据え、作中の掛合いさながらのかしましい雰囲気で放送した。
毎回前半は「デカルチャー」をテーマにしたあらゆる事項をフリートークで展開し、後半はアニメ全般の情報コーナーやリスナーからの便りを紹介するコーナーがあった。基本的に『マクロス』のみならず、ほかのアニメ作品の話題も積極的に取り上げていた。たまにミニドラマを展開する回や、各パーソナリティーの日記を紹介するコーナーがある回もあった。
パーソナリティーの一人が欠席のときは早瀬未沙役の土井美加が代役として来ることもあった。
番組スポンサーである秋田書店の『マイアニメ』誌では、放送内容とスタジオ収録写真を掲載する「ラジオマクロス みんなデカルチャー」コーナーが毎号掲載された。
『マクロス』をベースにした番組ではあったものの、番組後期になるとそれまで役名で呼び合っていたパーソナリティー3人が「ルンチ」「ツルチ」「ミーコ」と呼び合うようになったり、内容も当時社会問題として表面化していた「いじめ問題」を取り上げたり、『マクロス』とは無関係の声優・アニメスタッフ・歌手がゲストに来たりと、『マクロス』から逸脱する構成となっていった。

## ゲスト
- 長谷有洋（一条輝役）
- 速水奨（マクシミリアン・ジーナス役）
- 鈴置洋孝（リン・カイフン役）
- 蟹江栄司（ブリタイ・クリダニク役）
- 阿佐茜[注 1]
- 千葉繁[注 2]
- 小山茉美
- 冨永みーな
- 志賀真理子
- 宮里久美
- 南翔子
- 白鳥座
- 奥田誠治

## 放送時間
TBSラジオ
- 日曜日 19:00 - 19:30 （1984年11月11日 - 1985年4月7日）
- 土曜日 24:30 - 25:00 （1985年4月13日 - 1985年10月5日）

### ネット局
- MBSラジオ※テレビアニメ『マクロス』の製作局。
  - 土曜日 24:35 - 25:05 （1984年11月17日 - 1985年4月6日）
  - 土曜日 25:00 - 25:30 （1985年4月13日 - 1985年10月5日）